# Asplenium herzogii
Asplenium herzogii är en svartbräkenväxtart som beskrevs av Eduard Rosenstock. Asplenium herzogii ingår i släktet Asplenium och familjen Aspleniaceae. Inga underarter finns listade.